# Hawker P.1072
Die Hawker P.1072 war ein britisches Experimentalflugzeug, das von Hawker Aircraft als Testflugzeug für das Armstrong-Siddeley-Snarler-Raketentriebwerk gebaut wurde.

## Konstruktion und Entwicklung
Nach dem Zweiten Weltkrieg arbeitete Hawker an einem neuen Kampfflugzeug unter der internen Bezeichnung P.1040, aus dem dann die Hawker Sea Hawk entstand.
Armstrong Siddeley hatte im Jahr 1946 damit begonnen, einen Flüssigbrennstoff-Raketenmotor für das Ministerium für Versorgung (Ministry of Supply) zu entwickeln, der als zusätzliche Schubquelle für Kampfflugzeuge mit Strahltriebwerk dienen sollte. Um die Machbarkeit raketengetriebener Kampfflugzeuge zu untersuchen, wurde der ursprüngliche Prototyp der Sea Hawk, VP401, als Testflugzeug verwendet. Aus der Sea Hawk wurde daher die P.1072, in die zusätzlich zu ihren Strahltriebwerken Rolls-Royce Nene der Raketenmotor Armstrong Siddeley Snarler eingebaut wurde. Der Prototyp P.1040 / Hawker Sea Hawk hatte einen geteilten Triebwerksauslass an den Seitenflanken des Hecks, so dass Raum im Heck frei blieb für die Montage des Raketentriebwerks.
Der Snarler-Raketenmotor wurde mittels Pumpe anstatt durch Druckbeaufschlagung der Kraftstoffbehälter mit Treibstoff versorgt. Der Einbau des Raketenmotors erforderte erhebliche Verstärkung des Rumpfes sowie die vollständige Überarbeitung der pneumatische und Kraftstoffsysteme. Die Treibstoffkapazität für das Strahltriebwerk wurde von 395 gal (1796 l) auf 175 gal (796 l) reduziert und zwei Tanks für Raketentreibstoff installiert. Der zylindrische Tank für flüssigen Sauerstoff im vorderen Rumpf hatte eine Kapazität von 75 Gallonen (341 l) und der Wasser-Methanol-Tank im hinteren Rumpf eine Kapazität von 120 Gallonen (545 l). Externe Unterschiede wurden auf eine leichte Wölbung im hinteren Rumpf unter dem Ruder und eine Verkleidung auf der unteren Mittellinie des Rumpfes begrenzt. Diese deckten die Verrohrung zwischen den Tanks und dem Raketenmotor im Heck ab. Das Rolls-Royce Nene wurde für die Überführungsflüge und für Start und Steigflug verwendet. Der Snarler-Raketenmotor wurde erstmals im Flug am 20. November 1950 verwendet. Es wurden sechs Flüge mit dem Raketenmotor gemacht, bevor eine schwache Explosion das Flugzeug leicht beschädigte. Bald danach beschloss die britische Regierung, dass Turbojets mit Nachbrenner für die gewünschten Anforderungen besser geeignet seien als Raketentriebwerke.

## Technische Daten
| Kenngröße             | Daten |
| --------------------- | --- |
| Besatzung             | 1 |
| Länge                 | 11,46 m (38 ft) |
| Spannweite            | 11,13 m (37 ft) |
| Höhe                  | 2,67 m (9 ft) |
| Flügelfläche          | 24,6 m² (265 ft²) |
| Leermasse             | 5.000 kg (11.023 lb) |
| Startmasse            | 6.577 kg (14.500 lb) |
| Antrieb               | 1 × Turbojet Rolls-Royce Nene 103, 23,1 kN (5.180 lbf) 1 × Raketentriebwerk Armstrong Siddeley ASSn.1 Knurrer, 8,9 kN (2.000 lbf) |
| Höchstgeschwindigkeit | 890 km/h (553 mph) |
| Reisegeschwindigkeit  | 720 km/h (447 mph) |
| Reichweite            | 560 km (ca. 350 mi) |
| Dienstgipfelhöhe      | 13.564 m (ca. 44.500 ft) |
| Steigrate             | 25 m/s (5.000 ft/min) |
| Flächenbelastung      | 258 kg/m² (53 lb/ft²) |
| Schub/Masseverhältnis | 0,51 (Jet) |
| Raketenbrenndauer     | 2,45 min |